# Миољуб Кичић
Миољуб Кичић (Врање, 7. мај 1911 — Београд, 19. јул 1995) био је лекар, учесник Априлског рата и генерал-мајор ЈНА.

## Биографија
Рођен је 11. маја 1911. године у Врању. Потиче из грађанске породице. По завршетку основне школе и гимназије као војно-државни питомац одлуком начелника санитетског оделења бригадног генерала Жарка Рувидића, одобрено му је о трошку државе студирање на Медицинском факултету универзитета у Београду 1929. године. Са њим заједно студирао је Гојко Николиш. Након дипломирања 1935. године као један од најбољих студената у генерацији и завршеног стажа примљен у Југословенску војску. У чин санитетског поручника унапређен је 29. маја 1936. године и постављен за лекара 49. пешадијског пука у Струмици. У то време у гарнизонима Старе Србије (Македоније) и до педесет посто војника је оболевало од маларије. Као млад и амбициозан лекар, био је заинтересован за научно истраживачки рад, испитивао успешност појединих метода хемијске профилакса маларије. Ово истраживање и добијени резултати били су од великог практичног значаја, па је тај рад награђен првом наградом на конкурсу Министарства војске и морнарице 1938. године. Исте године 6. септембра одликован је Крстом Милосрђа. Наредне 1939. године, положио је испит за чин санитетског капетана друге класе а следеће 1940. године је унапређен. У том чину ће дочекати Априлски рат.
На почетку рата је заробљен, тако да је године до краја рата провео у логору у Трећем рајху, најдуже радећи у заробљеничкој болници логора Stalag VII A крај Минхена. У заробљеништву је био члан Комитета интернационалне међулогорске анти-фашистичке организације „Братска заједница ратних заробљеника“. Због ове антифашистичке делатности, крај рата је дочекао у кажњеничком заробљеничком логору. У тим логорима се непрекидно гладовало, па се др Кичић, упркос свим тешкоћама, бавио истраживањем последица гладовања и међу првима у свету уочио супклиничке облике гладовања. После рата ове резултате је саопштио на неколико међународних конгреса и био члан Међународног бироа за проучавање патологије бивших заробљеника и интернираца. Последице гладовања али у нeштo другaчијем свeтлу, истрaживао је и кaсниje, пo зaдaтку. Испитивао је eфeкaт тешких психoфизичких тoртурa и нeпoвoљних услова живота и рaдa на здрaвствeнo стање лoгoрaшa заточених нa Гoлoм oтoку. Рaд никaдa ниje oбјављeн. После рата почео је да ради у Главној војној болници у Београду (касније преименованој у
Војномедицинску академију), у којој је остао до пензионисања 1980. године. Специјалистички испит из интерне медицине положио је 1947. године. Докторску дисертацију под насловом Проблем хипертиреозе у току спровођења јодне профилаксе ендемске тиреопатске дистрофије одбранио је 1965. године на Војномедицинској академији. Она је била плод дванаестогодишњег испитивања ендемске гушавости и ендемског кретенизма и експерименталних истраживања с јодираном сољу као хипотиреогеним чиниоцем. Др Кичић се убраја међу најзаслужније за практично искорењивање ендемске гушавости у нашој земљи. Наставну делатност започео је 1956. године као доцент Војномедицинске академије, а за редовног професора изабран је 1966. Од оснивања Дефектолошког факултета 1975. године био је професор овог факултета за предмет Медицинска генетика. У Војномедицинској академији др Кичић је најпре основао Ендокринолошко одељење, чији је био начелник до 1972. године. Посебно се бавио проблемима клиничке ендокринологије и генетике и знатно допринео развоју ових грана медицине у нашој земљи. Од 1972. до 1980. године био је начелник Интерне клинике Војномедицинске академије и главни интерниста Југословенске народне армије. Као добар организатор и визионар, дао је велики допринос развитку и модернизацији Интерне клинике Војномедицинске академије и војне интерне медицине. У чин генерал-мајора санитетске службе унапређен је 1978. године. Био је члан лекарског конзилијума који је бринуо о здрављу председника СФР Југославије Јосипа Броза Тита. Објавио је 148 радова у домаћим и 19 радова у страним научним и стручним часописима. Коаутор је и главни уредник уџбеника Војна интерна медицина. Са проф. Б. Крајинчанић написао је уџбеник Медицинска генетика намењен студентима медицине, дефектологије и психологије. Био је члан Српског лекарског друштва и у неколико наврата члан Управе овог друштва. Један је од оснивача и први председник Ендокринолошке секције Српског лекарског друштва. Од оснивања Медицинске академије Српског лекарског друштва 1976. године био је њен редовни члан, а од 1981. године почасни члан Академије. Добитник је Седмојулске награде СР Србије (1977) и Награде АВНОЈ-а (1979) за допринос развитку медицине у Југословенској народној армији, Србији и Југославији. Одликован је Орденом Републике са златним венцем, два пута Орденом заслуга за народ са златним венцем, Орденом Братства и јединства са златним венцем и другим одликовањима.
Преминуо је 19. јануара 1995. године у Београду. Његов унук је глумац Горан Кичић.